# Rogelio Julio Frigerio
Rogelio Julio Frigerio (Buenos Aires, 2 de noviembre de 1914-13 de septiembre de 2006) fue un periodista y político argentino, figura clave del Gobierno de Arturo Frondizi (1958-1962), fundador junto a este del Movimiento de Integración y Desarrollo, y principal animador de la corriente de pensamiento desarrollista en la Argentina.Fue el abuelo del expresidente del Banco Ciudad, Ministro del Interior de Mauricio Macri y actual gobernador de Entre Ríos, Rogelio Frigerio. 

## Biografía
Rogelio Frigerio nació en la ciudad de Buenos Aires el 2 de noviembre de 1914. Sus padres fueron Gerónimo Frigerio, italiano llegado en 1879, y Carmen Guanziroli. Se instalaron en el barrio porteño de Villa del Parque. El 8 de noviembre de 1937 se casó en Buenos Aires con Noemí Josefa Blanco Rodríguez (1916-2015), con quien tuvo cinco hijos: Octavio Oscar, María del Carmen, Alicia, Mario Enrique y Alejandro Frigerio Blanco.
Cursó algunas materias en la Facultad de Derecho de La Plata, pero no terminó la carrera. En cambio, se abocó a atender los comercios que heredó de su padre, dedicándose con éxito a especulaciones inmobiliarias, estableciendo relaciones comerciales y, a veces, afectivas con personas que serían importantes en su futura acción política.
Inició su actividad política en la década de 1930, integrando el grupo Insurrexit durante su corta estadía en la universidad, una organización juvenil de izquierda vinculada radialmente al Partido Comunista argentino. El pensamiento fuertemente nacionalista de Frigerio rápidamente lo alejó de la izquierda argentina; sin embargo, la influencia del marxismo en su formación intelectual sería decisiva y central en su aporte al pensamiento desarrollista que elaboraría en las décadas de 1950 y 1960.
Frigerio recordaría de los tiempos grupo Insurrexit:

Era una vida muy dura; después vinieron cosas peores, aunque también nosotros conocimos la picana eléctrica, la Sección Especial. Nos perseguían y estábamos inseguros, mal alimentados. Pero teníamos un increíble fervor, nos consumía el afán de saber, de capacitarnos para ejercer el poder.
Rogelio Frigerio.

### Comienzos en la política
En 1948, comenzó su carrera como periodista cuando formó la revista Qué!, la cual estaba inspirada en la revista estadounidense Time. Pero tras editarse unos números, el régimen peronista la clausuró siguiendo su política de persecución y censura a los medios opositores. El cierre de la publicación produjo el suicidio de su director, Baltasar Jaramillo, amigo íntimo de Frigerio.
A partir de su formación marxista y de las nuevas concepciones económicas desarrollistas difundidas por la CEPAL desde 1950, Frigerio elaboró un pensamiento desarrollista propio, que, al igual que la doctrina cepaliana, consideraba esencial la industrialización de los países subdesarrollados, pero discrepaba con el enfoque estructuralista de la CEPAL, su visión sobre la inflación, sus propuestas de integración latinoamericana, y su falta de comprensión del papel de los monopolios en el deterioro de los términos de intercambio.

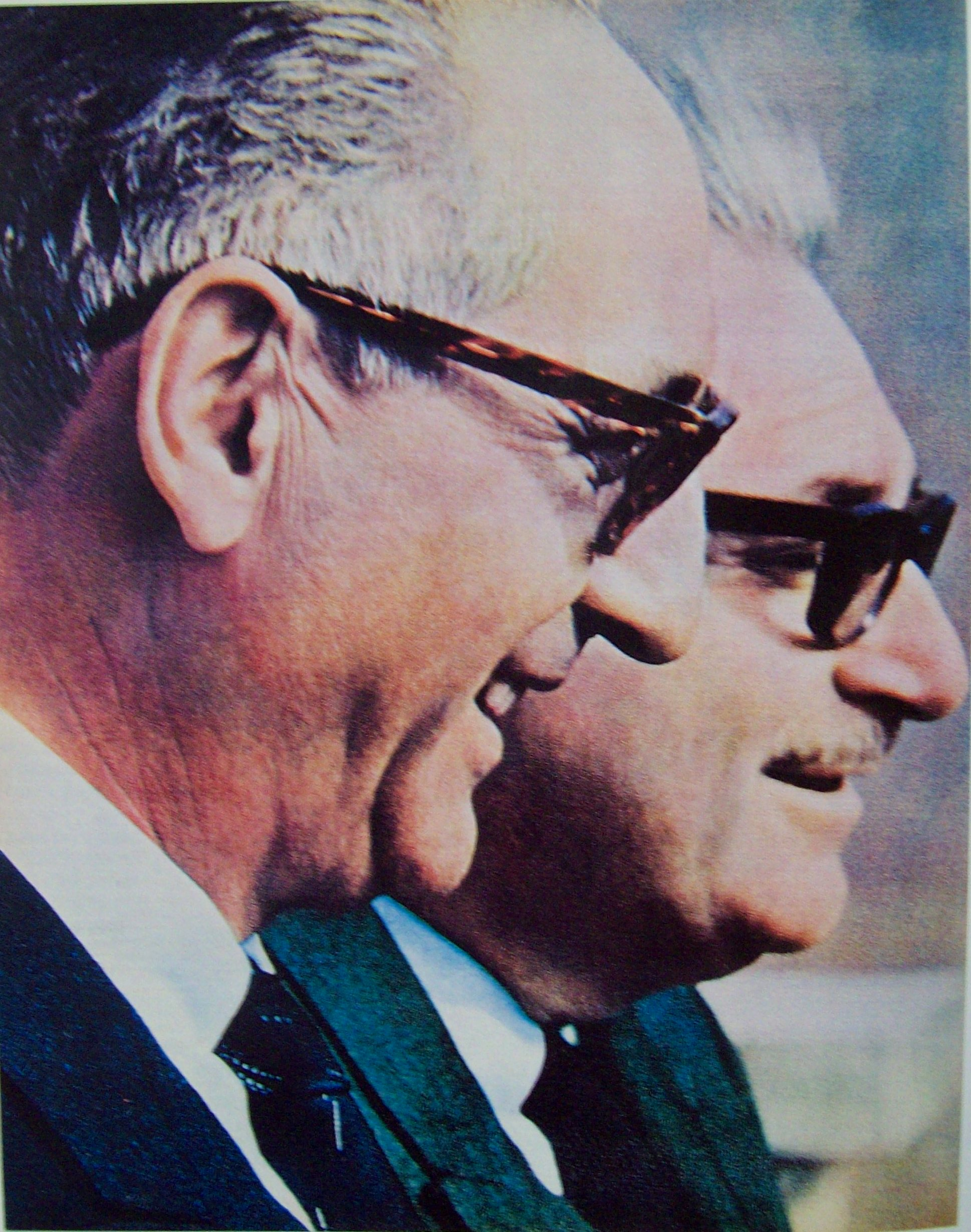
Frondizi y Frigerio en 1958

Frigerio sostuvo con decisión la necesidad de incorporar a las empresas multinacionales y la inversión extranjera directa, en el desarrollo industrial de los países subdesarrollados, fundamentalmente en industrias básicas: siderurgia, petroquímica, fabricación de automóviles y, por sobre todas las cosas, hidrocarburos.

### El acercamiento a Frondizi
En enero de 1956, poco después del derrocamiento de Juan Domingo Perón, Frigerio entabló una relación personal con Arturo Frondizi, quién también había simpatizado con el Partido Comunista en su juventud, y, en esos momentos, era presidente del Comité Nacional de la Unión Cívica Radical. A partir de entonces conformarán un dúo de fuerte influencia política durante más de dos décadas.
Poco después, Frigerio reabrió la revista Qué!, esta vez bajo su dirección, y contó con la participación de intelectuales como Arturo Jauretche, Raúl Scalabrini Ortiz, Dardo Cúneo, Arturo Sábato y Marcos Merchensky, entre otros.
Ese mismo año de 1956, la Unión Cívica Radical se dividió en dos fracciones, dirigidas una por Arturo Frondizi (Unión Cívica Radical Intransigente) y otra por Ricardo Balbín (Unión Cívica Radical del Pueblo). Frigerio se integró a la UCRI con un grupo de seguidores entre los que estaban Marcos Merchensky, Isidro Odena, Ramón Prieto, Juan José Real, Arturo Sábato, Blanca Stabile, Oscar Camilión, Carlos Florit, entre otros.

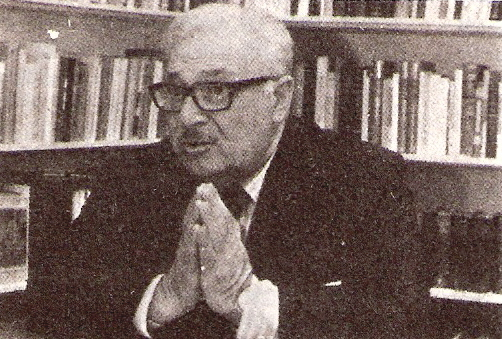
Rogelio Frigerio en 1977.

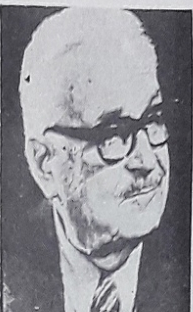
Frigerio en los años 80

En 1958, Frondizi fue elegido presidente de la Nación. Frigerio desempeñó un papel esencial en ese triunfo porque fue quien impulsó la alianza con el peronismo, que se materializó en el histórico pacto secreto entre Frondizi y Perón de 1958, firmado por los dos dirigentes y sus delegados personales: Rogelio Frigerio y John W. Cooke. El pacto le permitió a la UCRI superar ampliamente a la UCRP en las elecciones de 1958. Tiempo más tarde, dicho acuerdo sería demonizado por los militares en su conjunto, especialmente por la Armada, y también por gran parte de la opinión pública, dando como resultado que cualquier intento de acercamiento al peronismo fuera despectivamente tildado de "frigerismo".
Frondizi designó a Frigerio como secretario de Relaciones Socioeconómicas pero su influencia en el área económica fue determinante. La presión estadounidense, y la de los militares argentinos, buscó en todo momento restringir la influencia de Frigerio en el Gobierno y finalmente obligado a renunciar a fines de 1958.
Durante los años sesenta, se llevó a cabo una política industrial desarrollista durante la Presidencia de Frondizi. Uno de los objetivos de las políticas de industrialización por sustitución de importaciones era reducir la dependencia de los mercados externos, típica del antiguo modelo agroexportador. Con el fin de promover la industrialización acelerada del país, se alentó el ingreso del capital industrial extranjero. Durante estos años se profundizó en la política petrolera impulsada por Perón desde 1952.
Entre 1958 y 1963, se llegó a alcanzar el máximo histórico de las inversiones extranjeras en Argentina: alrededor del 23 % del total del período entre 1912 a 1975. Las ramas industriales privilegiadas en esta segunda etapa del proceso de sustitución de importaciones fueron la automotriz, la petrolera y petroquímica, la química, la metalúrgica y la de maquinarias eléctricas y no eléctricas, orientadas a ser industrias de base para el país. Las inversiones se orientaron hacia el aprovechamiento de las posibilidades que ofrecía un amplio mercado interno. Argentina llegó a tener durante este período la industria más fuerte, moderna y competitiva de América Latina.[cita requerida]
En 1958, se firmaron contratos con empresas petroleras estadounidenses, que operarían por cuenta de YPF, con el propósito de lograr el autoabastecimiento de hidrocarburos. En tres años de gestión, se logró un aumento del 150 % en la producción de petróleo y gas natural, y, en cuatro años, la producción de petróleo se triplicó. Por primera vez en su historia, el país logró el autoabastecimiento de petróleo, y pasó de ser importador a ser exportador de petróleo.
Durante los años sesenta, la inversión extranjera se multiplicó por diez, como también se duplicó la inversión interna, lográndose así un gran reequipamiento industrial. Las divisas que antes se gastaban en la importación de combustibles y otras materias primas, ahora se destinaban a la compra de equipos industriales, modernizando la industria y la infraestructura. Hubo una inversión de 140 millones de dólares en industria petroquímica entre 1959 y 1961.[cita requerida]
La industria se modernizó en 1960 y 1961 por un valor de mil millones de dólares en máquinas y equipamientos importados. Entre 1959-1965 se establecieron numerosas industrias automotrices multinacionales: Citroën, A.y L. Decaroli, Deutz Argentina, Peugeot, Renault y Siam Di Tella Automotores S. A.. Muchas empresas como Fiat ampliaron sus plantas industriales. Además de fundarse algunas poderosas empresas argentinas, como la Siam Di Tella Automotores.

## Tras el derrocamiento

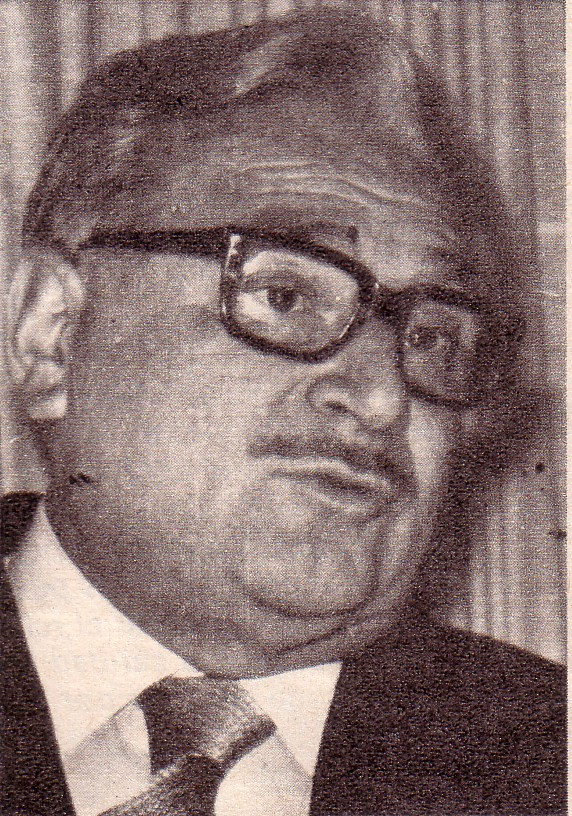
Revista Gente, 1979

Producido el golpe de Estado de 1962, Frondizi fue arrestado y confinado en la isla Martín García, mientras que Frigerio debió exiliarse en Montevideo.[cita requerida]
A principios de la década de 1970, Frigerio acercó a Héctor Magnetto al periódico Clarín, hecho que le valdría un gran reconocimiento del Grupo tras su muerte, destacándose su pensamiento económico y su actuación política. En 1983, fue candidato a presidente de la Nación por el MID.

## Fallecimiento y legado
Murió en Buenos Aires el 13 de septiembre de 2006. Sus restos descansan en el Cementerio de la Recoleta.
Frigerio se atendía del corazón con el cardiólogo argentino Luis De la Fuente, a quien le dedicó unas cartas de agradecimiento debido a su atención médica que incluyó un cateterismo coronario.
En 2008, la Fundación Konex le otorgó el Premio Konex de Honor como personalidad destacada ya fallecida de la Comunidad en la Argentina.
Uno de sus nietos, Rogelio Frigerio, se desempeñó como ministro del Interior durante el Gobierno de Mauricio Macri desde 2015 hasta 2019. En 2023 fue electo gobernador de Entre Ríos.

## Publicaciones
- Los cuatro años (1958-1962), Concordia, Buenos Aires, 1962
- Las Condiciones de la Victoria, Ed. A. Monteverde y Cia S.A, Montevideo, 1963
- Dos tácticas para el movimiento obrero (recopilación de artículos de la revista Qué!). Ed. Desarrollo. Buenos Aires, 1965.
- Economía política y economía nacional. Ed. Hachette. Buenos Aires, 1981.
- Estatuto del subdesarrollo. Ed. Librería del Jurista. Buenos Aires, 1983.
- Crecimiento económico y democracia. Ed. Paidós. Buenos Aires, 1983.
- Desarrollo y subdesarrollo económicos. Ed. Paidós. Buenos Aires, 1984.
- Ciencia, tecnología y Futuro. Ed. Sielp. Buenos Aires, 1990.